# Real TV
Real TV — азербайджанский телеканал, созданный в 2018 году вместо закрытого телеканала ANS TV.

## История
После закрытия телеканала ANS TV их создатели стали думать о запуске нового независимого телеканала, который должен заменить закрытый телеканал. В январе 2018 года вместо ANS TV их создатели анонсировали запуск нового телеканала «Real TV». 
Телеканал 28 февраля 2018 года начал вещание в интернете. 
Генеральным директором нового телеканала стал Миршахин Агаев. 
5 марта 2018 года было запущено тестовое вещание телеканала в Баку. 15 марта 2018 года начато полноценное вещание телеканала в Баку, где Миршахин Агаев запустил свою информационно-аналитическую телепередачу «Mir Şahinin vaxtı» («Время Мир Шахина»). 
С 17 сентября 2018 года телеканал перешёл на круглосуточное вещание. Начиная с 10 мая 2019 года телеканал стал доступен на территории всего Азербайджане и во всём мире посредством спутника Azerspace-1.
Журналист телеканала Назиля Ахмедова заняла третье место в конкурсе Министерства молодёжи и спорта Азербайджана «Лучший спортивный журналист 2024 года».

## Список телепередач

### Действующие

#### Новости
- с 15.03.2018 — Xəbərlə! Является главной информационной телепередачей обновлённого телеканала.
- с 15.03.2018 — Şərhsiz (Без комментариев). Короткие информационные видеосюжеты без комментариев.
- с 15.03.2018 — Hərbi. Является информационной телепередачей об азербайджанской армии и военном деле.
- с 16.03.2018 — Birbaşa. События в Азербайджане в прямом эфире.
- с 18.03.2018 — Mir Şahinin vaxtı. Информационно-аналитическая телепередача, посвящённая событиям Азербайджана и мира за неделю (ведущий — Миршахин Агаев).
- с 22.03.2018 — İdman. Является информационной спортивной телепередачей.
- с 27.03.2018 — Texnoxəbər. Является информационной телепередачей об науке и технике.
- с 5.04.2018 — Mədəniyyət. Является информационной культурной телепередачей.
- с 26.05.2018 — Eksklüziv. Является информационной телепередачей-интервью с армянскими боевиками.
- с 19.10.2018 — Fikrət Yusifov ŞƏRH EDİR. Является информационной телепередачей об экономических событиях Азербайджана и мира (ведущий — Фикрет Юсифов).
- с 8.04.2019 — Üç xəbər. Последние известия по трём событиям в Азербайджане и во всём мире.
- с 13.04.2019 — REAL Qida. Является информационной телепередачей об продовольственной безопасности Азербайджана.
- с 16.05.2019 — Bir başqa xəbər. Обзор главных событий Азербайджана и всего мира (ведущий — Эльдениз Элгюн).

#### Познавательные
- с 15.03.2018 — Təqvim. Календарь памятных и знаменательных дат.
- с 19.03.2018 — REAL İntervyu. Интервью с известными личностями.
- с 21.09.2018 — Profil. Профили культуры и искусства.
- с 04.04.2019 — Redaktor. Телепередача о письменных и устных правилах азербайджанских орфографических словарей, а также прочих азербайджанских словарей (ведущий — Джалал Назероглу).

### Архивные

#### Спортивные
- с 14.06 по 12.09.2018 — TopQapı. Самые захватывающие моменты в азербайджанском и мировом футболе.

#### Познавательные
- с 15.03 по 19.06.2018 — Aktual Müsahibə. Интервью с известными личностями.
- с 17.03 по 21.09.2018 — REAL Vaxt. Интервью с известными личностями.
- с 5.04.2018 по 2.01.2019 — Kinozal. Анонсы новых фильмов.
- с 5.04.2018 по 2.01.2019 — REAL Afişa. Культурная афиша в Азербайджане и во всём мире.
- с 8.04 по 5.06.2018 — Reportaj. Передача о жизни простых граждан Азербайджана.
- с 2 по 30.06.2018 — Şirməmməd Hüseynovun cümhuriyyəti. Исторический цикл, посвящённый 100-летию АДР (ведущий — Ширмамед Гусейнов).